# Hôpital psychiatrique de l'Yonne
L'hôpital psychiatrique de l'Yonne appelé asile départemental de l'Yonne jusqu'en 1937 est le nom donné au xxe siècle à l'ancien centre hospitalier spécialisé de l'Yonne devenu une résidence, situé à Auxerre en France. Les façades et toitures de l'ensemble de ses bâtiments construits de 1840 à 1860 ainsi que la chapelle du xviiie siècle ont fait l'objet d'une inscription aux monuments historiques.

## Description
Bâti à proximité du centre ville sur un terrain de 14 ha clos de murs, l'établissement présente un axe de symétrie est-ouest avec en son centre le bâtiment administratif donnant sur un parc et, de chaque côté, 5 pavillons sur deux niveaux construits symétriquement, ceux des hommes côté sud et ceux des femmes à l'opposé. Les bâtiments sont tous reliés par des galeries couvertes. Le restant du terrain, entre les bâtiments et la clôture externe, est occupé par les jardins potagers destinés à nourrir les malades et le plus vieux vignoble attesté de France, le clos de la Chaînette. 
La chapelle Notre-Dame de Lorette reconstruite en 1761 a une façade néo-classique surmontée d'un fronton triangulaire orné d'un bas-relief. Son entrée principale donne directement sur la route de Paris et elle possède aussi un accès à l'intérieur de l'ancien hôpital. 
Des constructions annexes font également l'objet d'un protection par les monuments historiques : portail, mur de clôture, réservoir, bucher, morgue ainsi que le jardin et la maison du médecin-directeur.  

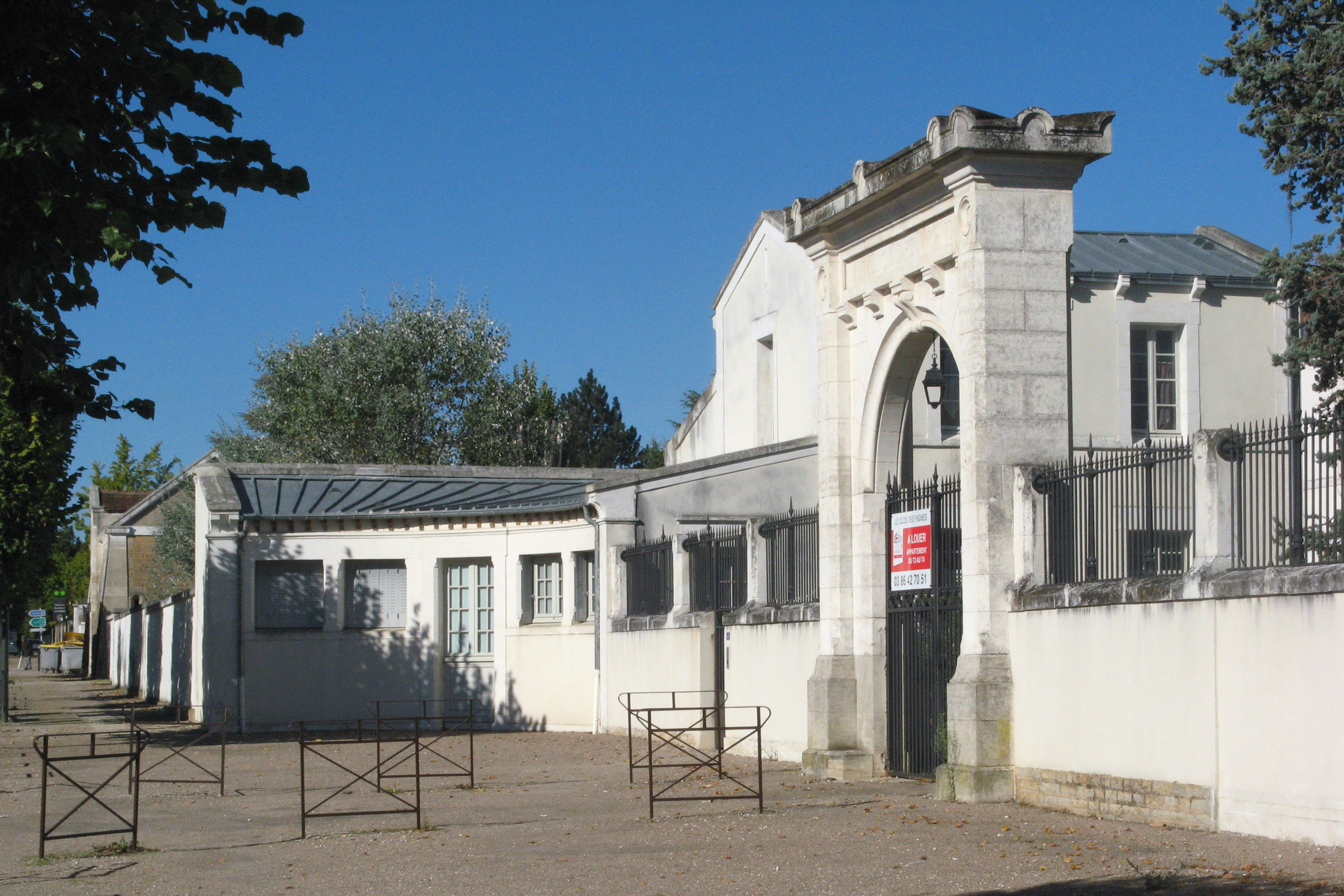
Portail et pavillon d'entrée
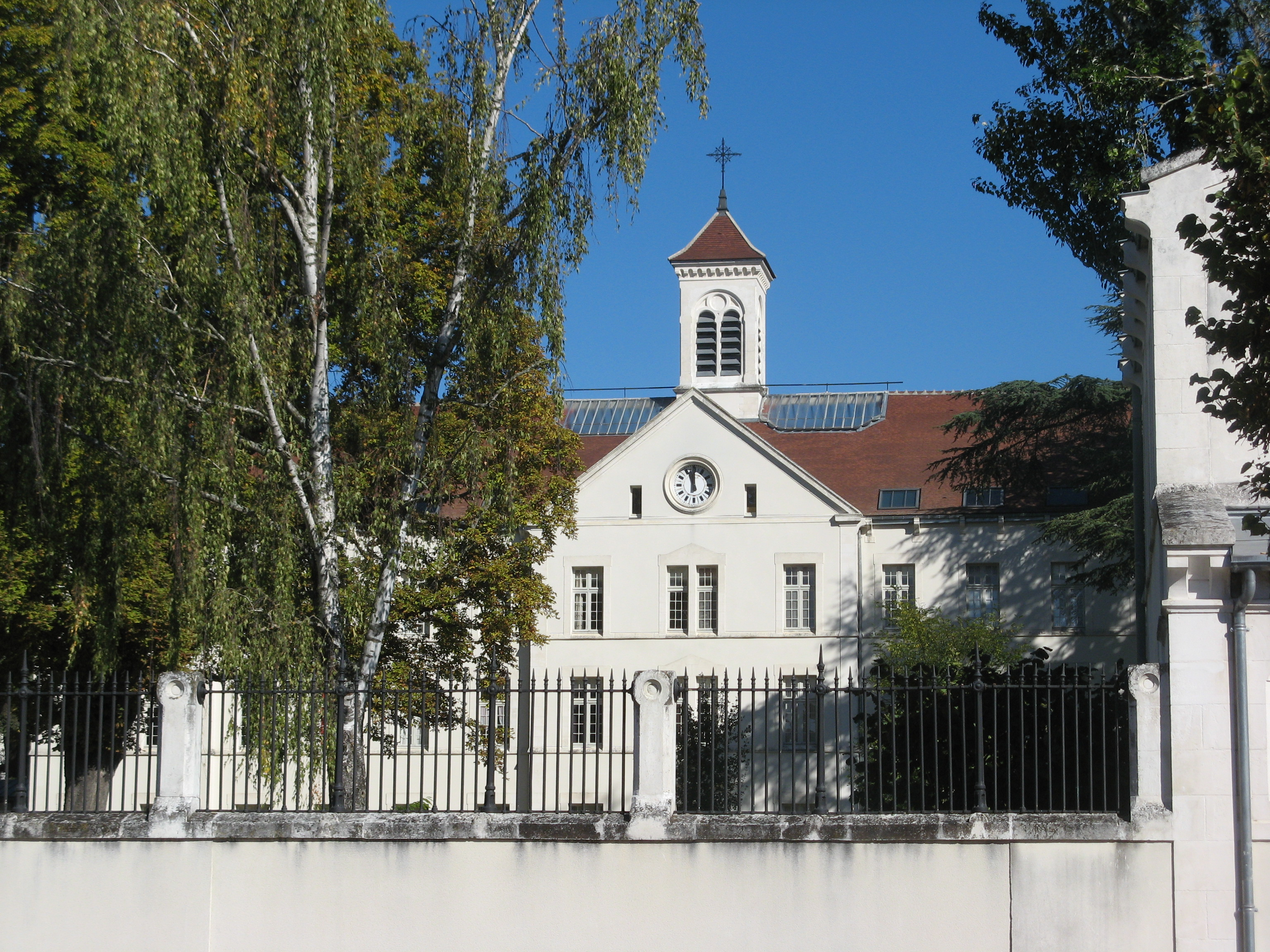
Administration
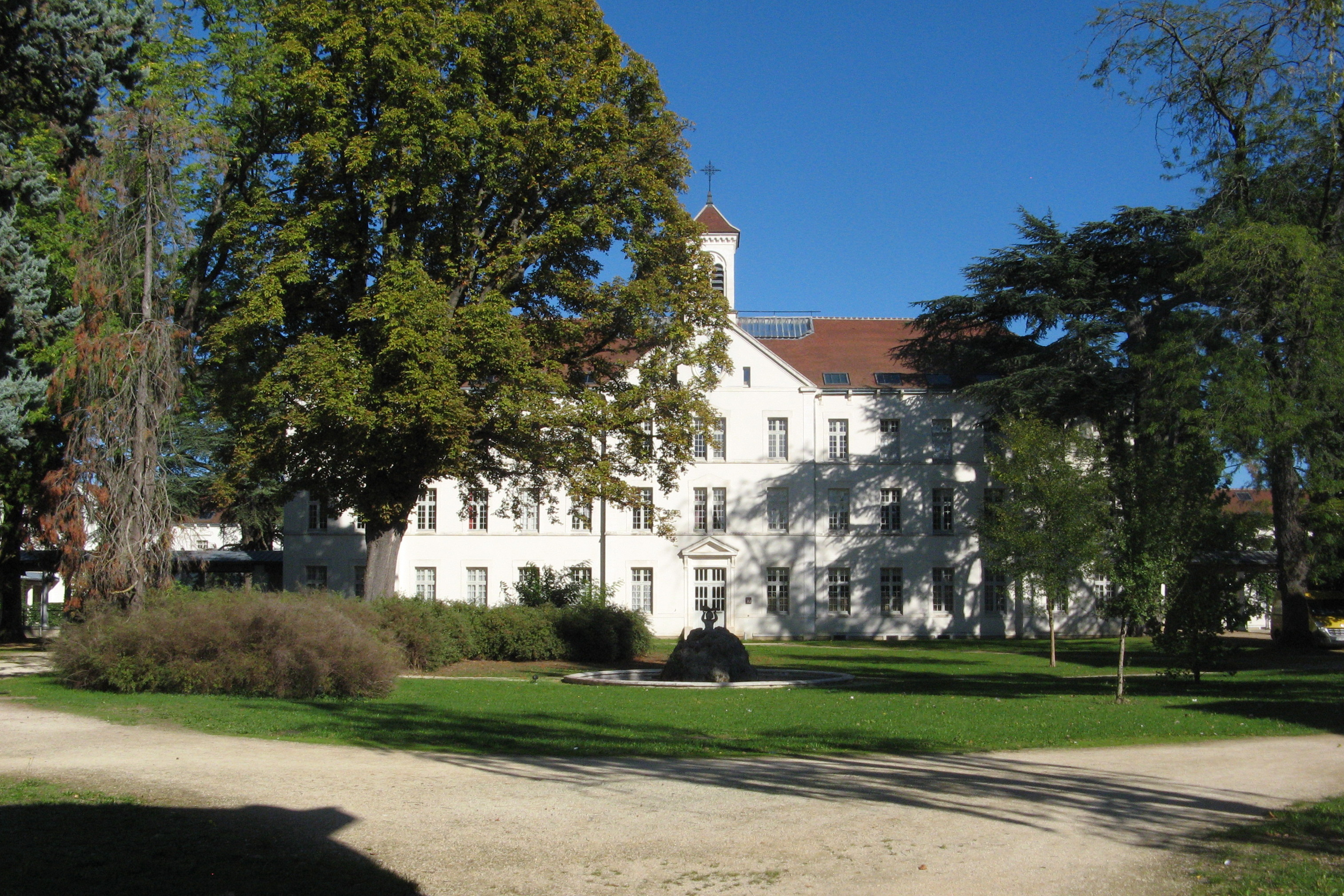
Parc
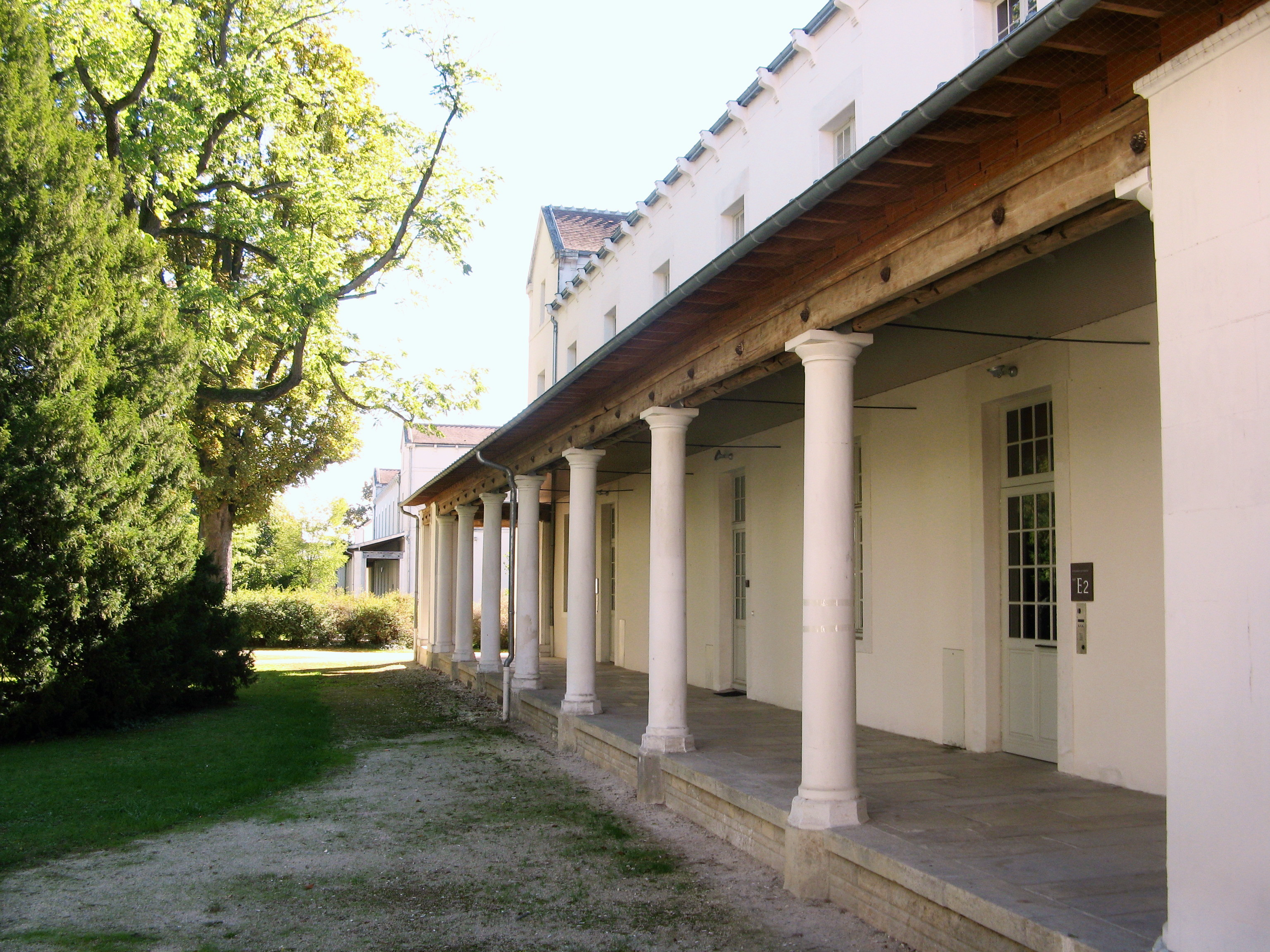
Galerie
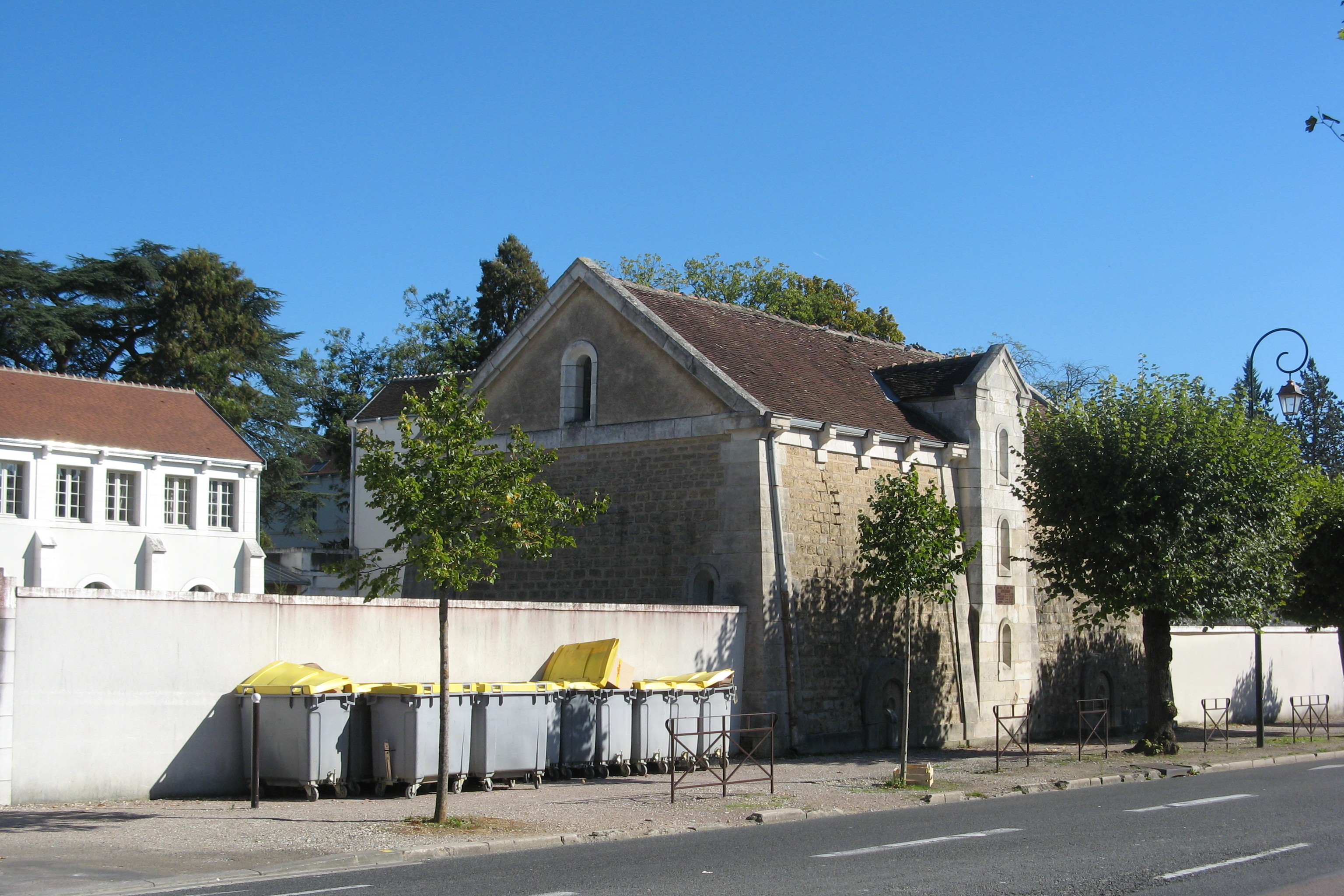
Réservoir
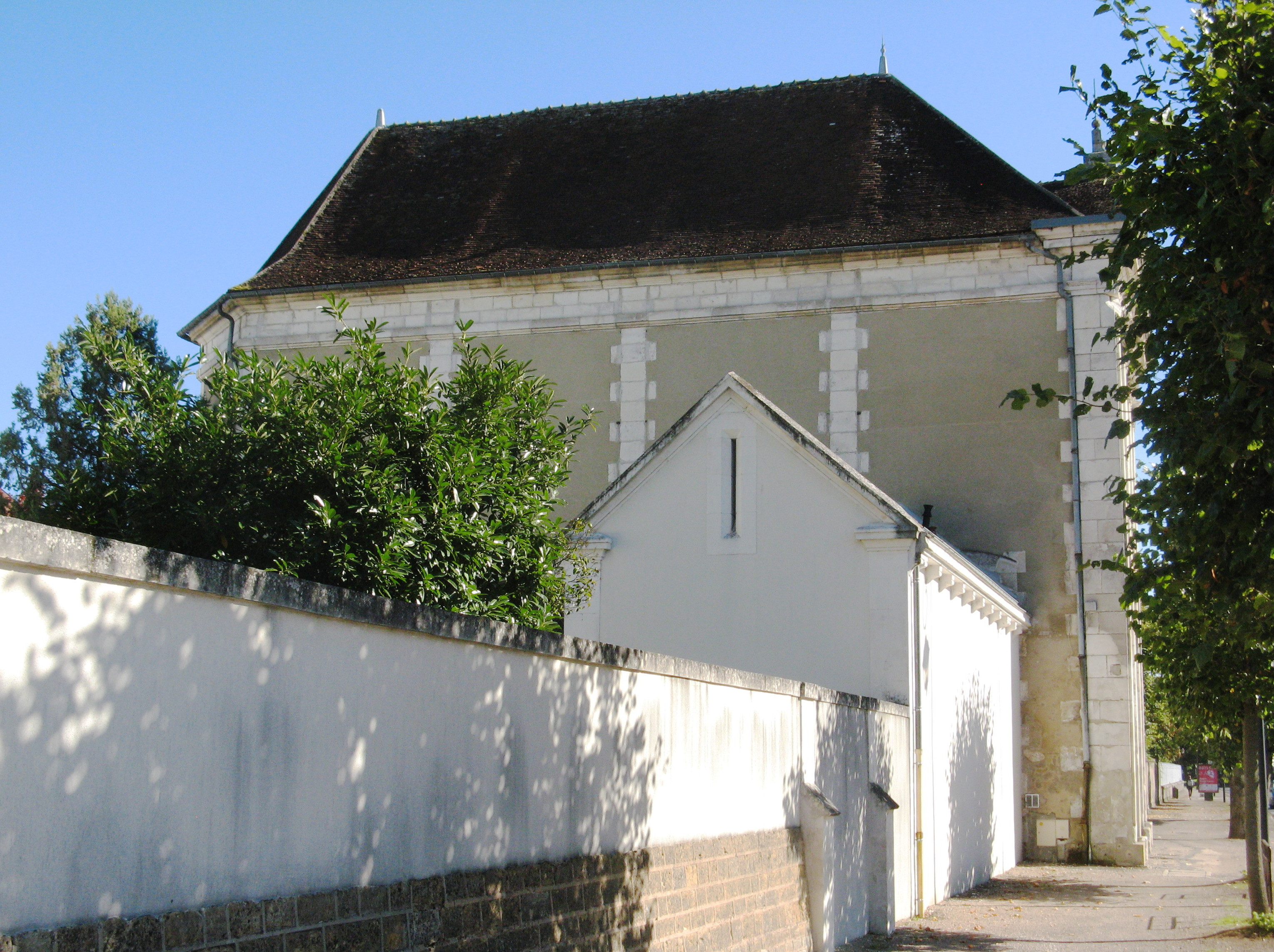
Morgue
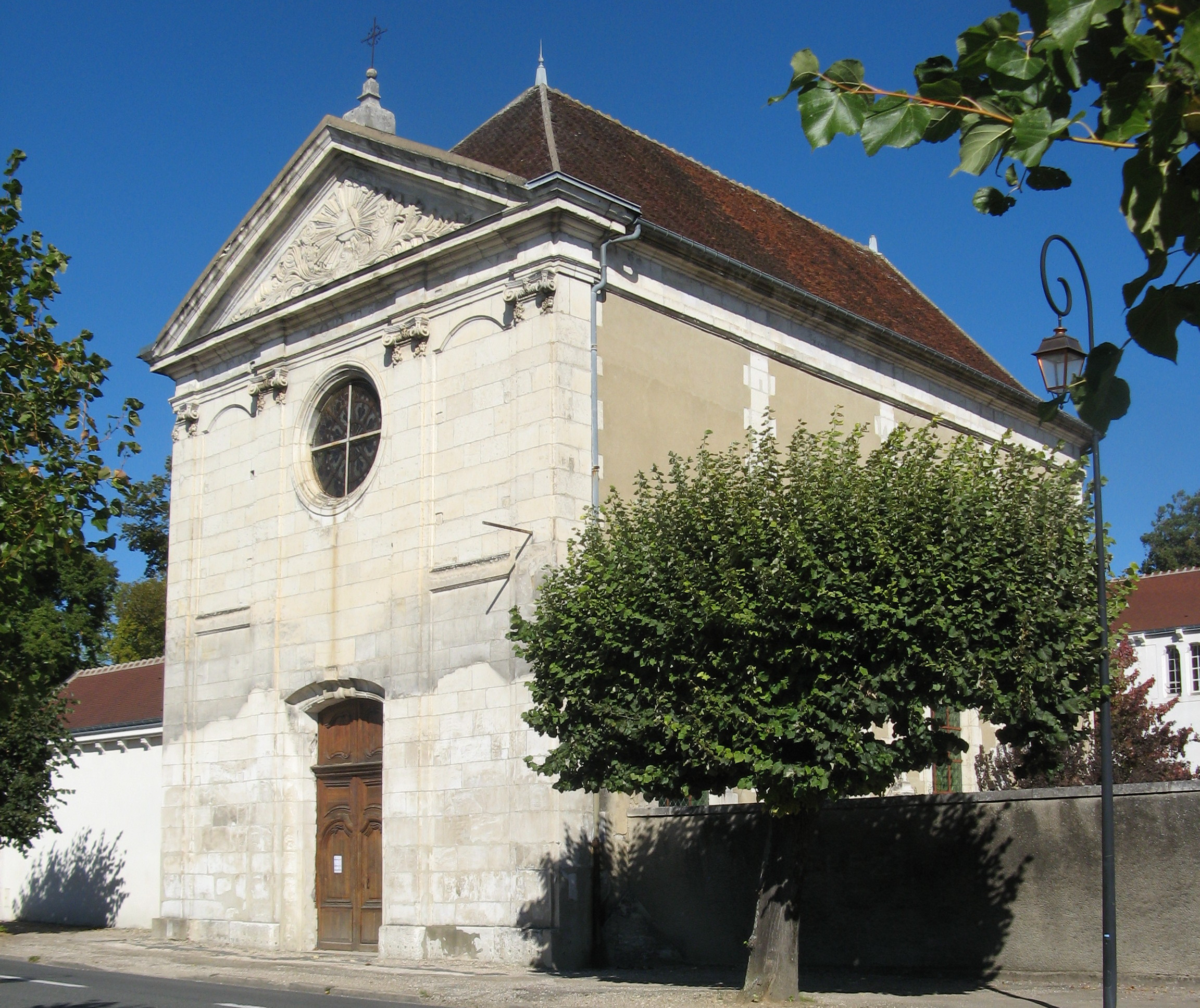
Chapelle
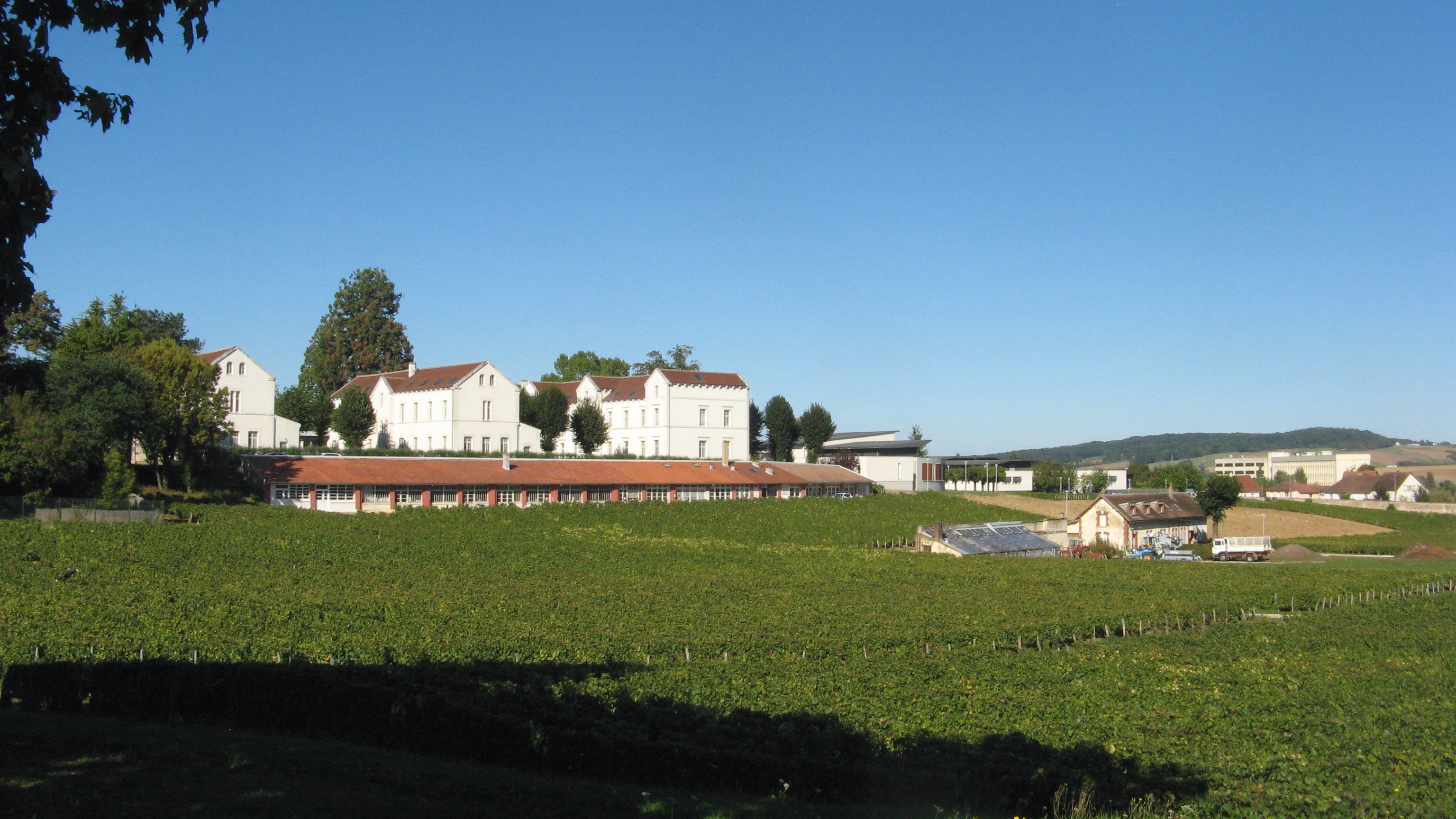
Vignes et pavillons des hommes
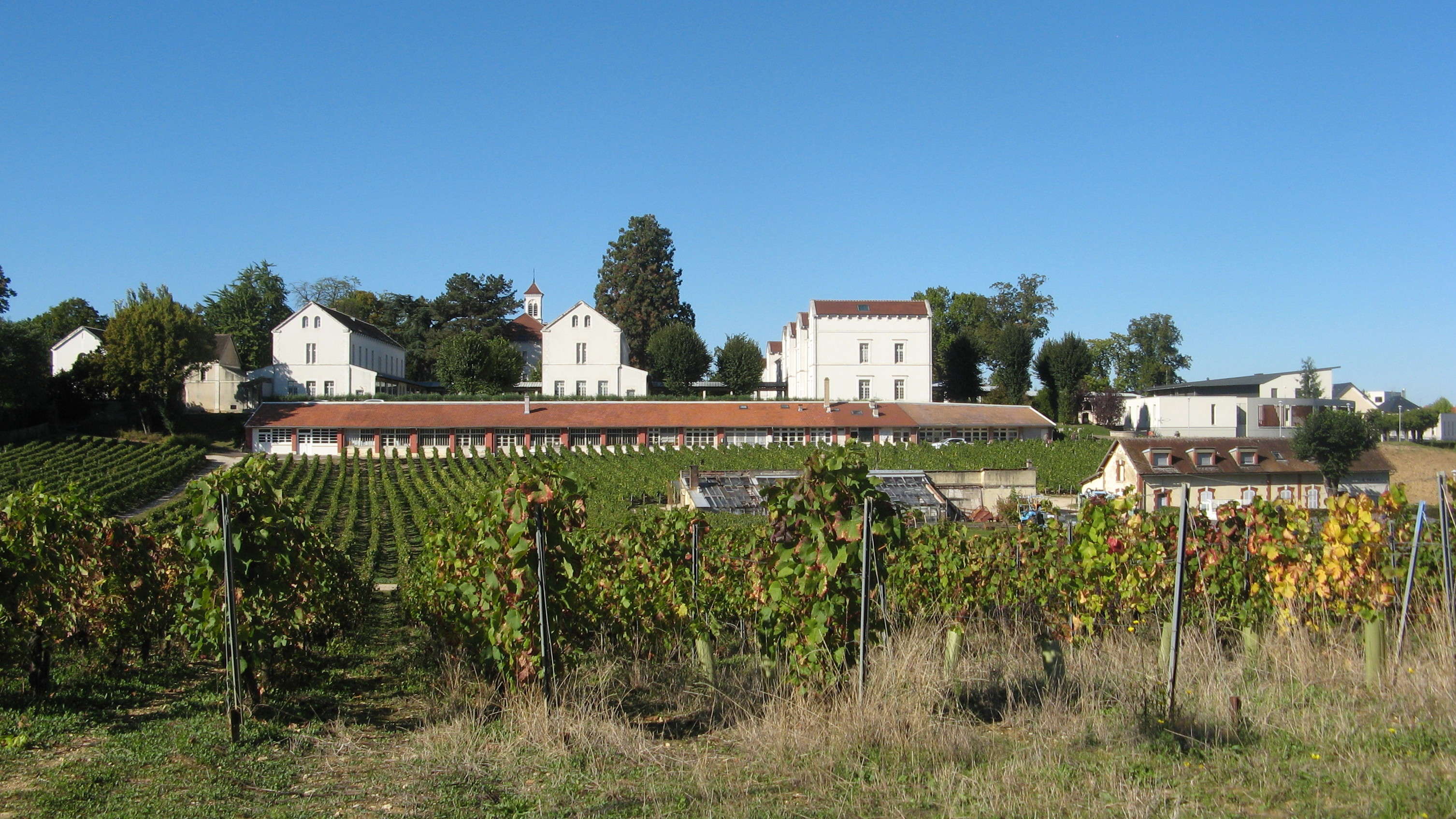
Pavillon du jardinier en chef et ateliers
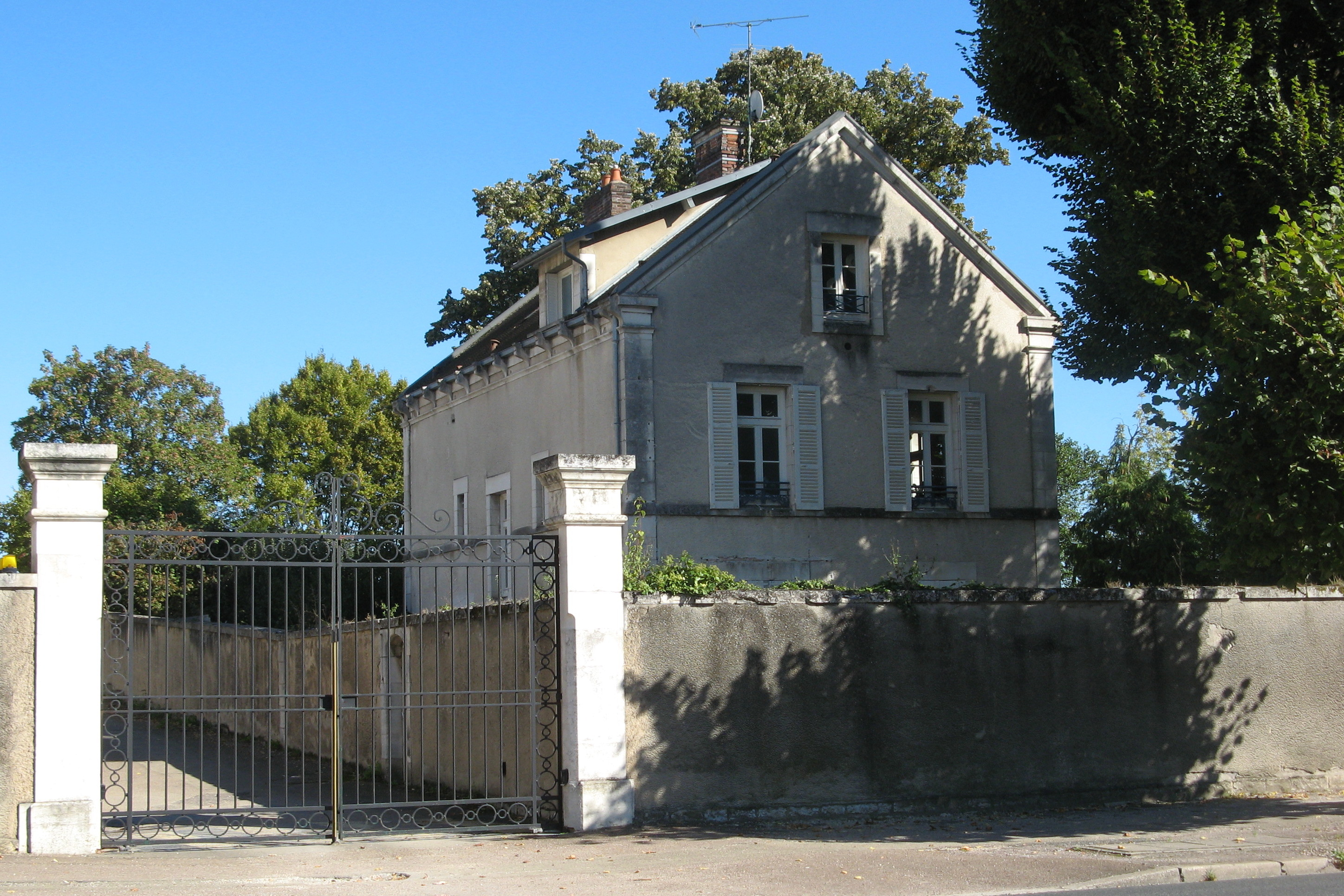
Maison du médecin-directeur

## Historique

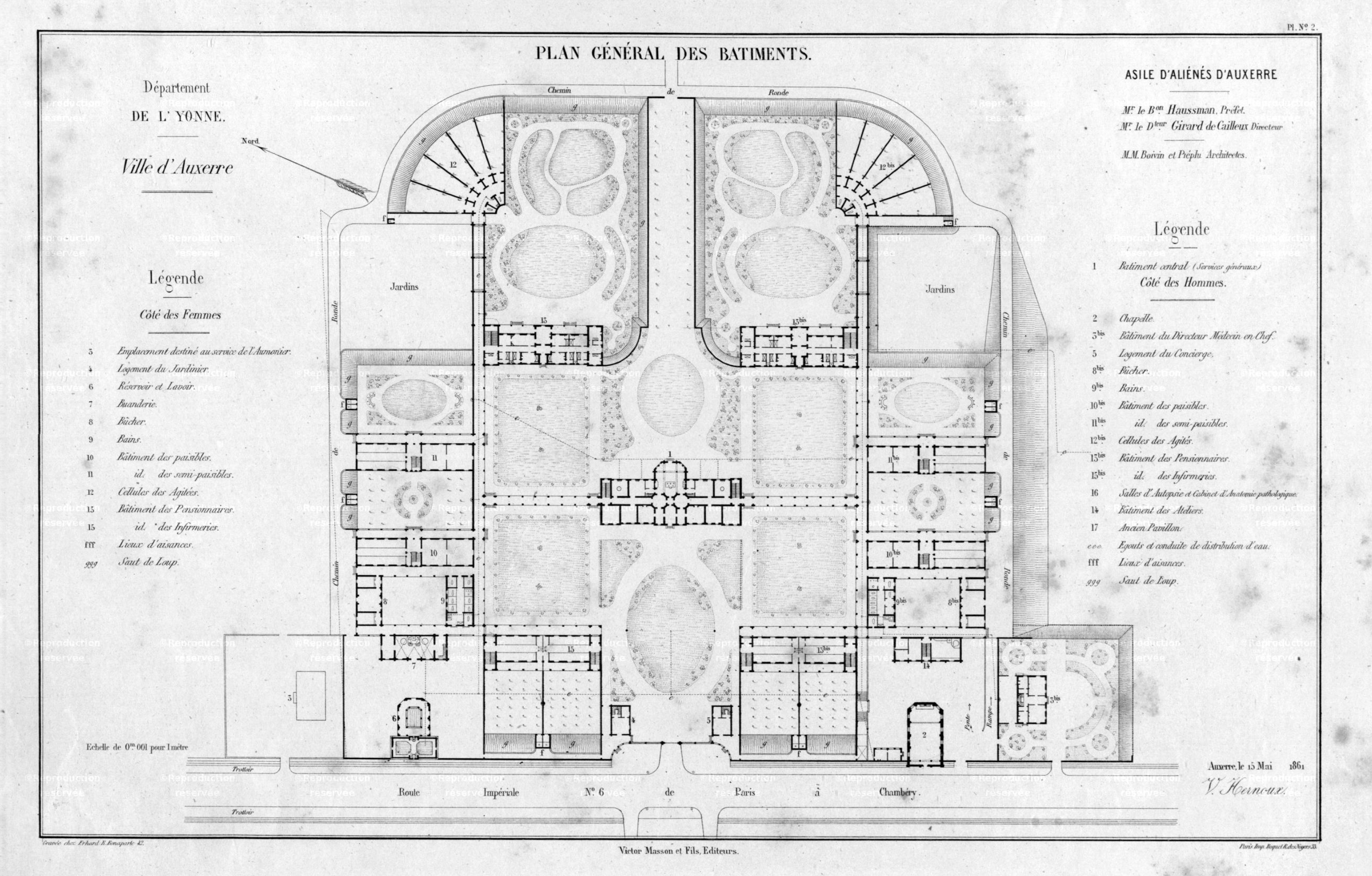
Plan en 1861.

C'est grâce à la volonté et aux libéralités de l’évêque d'Auxerre Nicolas Colbert que peut être construit à côté de la chapelle Notre-Dame-de-Lorette, à la fin du xviie siècle, un établissement « pour tous les pauvres orphelins de la ville et pour les vieillards » autorisé par des lettres-patentes de mars 1675.
À la suite de la loi du 30 juin 1838 est créé la même année l'asile départemental de l'Yonne. Le docteur Girard de Cailleux qui en devient le médecin-directeur en 1840, est à l'initiative de la construction dès 1844 d'un nouvel établissement pour les aliénés. C'est avec le soutien du baron Haussmann, nommé préfet de l'Yonne en 1850 que le projet a pris toute son ampleur et que les travaux ont pu être achevés en 1858,
L'Asile d'Auxerre sert alors de modèle pour de nombreux autres asiles en France. En effet, Haussmann, devenu préfet de la Seine, crée le poste d'Inspecteur général du Service des aliénés de la Seine sur lequel il nomme Girard de Cailleux. En collaboration avec ce dernier, il préconise la construction d'une dizaine d'asiles dans la proche banlieue parisienne, établis sur le modèle de celui d'Auxerre et réalisés dans les années 1860 dont Saint-Anne.
Pour les besoins de 300 malades, de la cuisine, des bains, de la pharmacie et de la buanderie, l'eau nécessaire est fournie par une source, la fontaine Sainte-Marguerite, située sur une hauteur à plus d'un kilomètre de l'asile. Pour amener cette eau dans le réservoir construit le long du mur de clôture de l’établissement, un tunnel de 340 m est creusé, prolongé par une canalisation de 1 110 m de long. Les travaux sont achevés en 1846.
Des agrandissements sont réalisés en 1860 puis des modifications sont effectuées jusqu'au début du xxe siècle.
C'est en 1937, que l'asile départemental prend le nom d'hôpital psychiatrique de l'Yonne.
Le docteur Pierre Scherrer, médecin-chef et directeur de l'hôpital 1942 à 1975, décrit dans un livre les conditions de vie extrêmement difficiles des malades pendant l'occupation de la France. En 1944, l'hôpital est réquisitionné par la Waffen SS et des résistants y sont torturés.
En 1980, il devient centre hospitalier spécialisé en psychiatrie puis centre hospitalier spécialisé de l’Yonne. 
Les constructions antérieures au xxe siècle sont inscrites, en avril 2002, à l'inventaire des monuments historiques. 
En 2005, l'hôpital s'installe dans de nouveaux bâtiments construits dans une partie du terrain et les anciens pavillons sont transformés en résidence, le Clos des vignes.